# Melittis
Melittis  L. 1753 è un genere di piante spermatofite dicotiledoni appartenenti alla famiglia delle Lamiaceae, dall'aspetto di erbacee perenni con grandi fiori labiati.

## Tassonomia
Il genere Melittis si compone di una dozzina di specie, due delle quali vivono spontaneamente in Italia. La famiglia delle Lamiaceae è relativamente numerosa e comprende 258 generi con circa 6.970 specie. Nelle classificazioni più vecchie questa famiglia viene chiamata Labiatae.
Qui di seguito è indicata la classificazione scientifica di questo genere:
Famiglia : Lamiaceae, definita dal botanico inglese John Lindley nel 1836 nella pubblicazione A Natural System of Botany.
Tribù : Melittideae, definita da botanico, naturalista e politico belga Barthélemy Charles Joseph Dumortier nel 1827.
Sottotribù : Melittidinae definita dal botanico, numismatico e orientalista tedesco Stephan Ladislaus Endlicher nel 1838.
Genere: Melittis L. (1753).

### Specie del genere
Le due specie spontanee del territorio italiano vengono descritte più diffusamente.
- Melittis albida Guss. (1828) - Erba limona bianca : è una pianta caratterizzata dall'avere peli ghiandolari (frammisti a lunghi peli semplici), foglie lunghe 6 – 15 cm con diversi denti per lato (fino 30) e il colore della corolla bianco. L'altezza varia da 40 a 70 cm; il tipo corologico è Orofita – Nord Est Mediterraneo; l'habitat tipico sono i boschi di latifoglie (castagneti, leccete e querceti); la diffusione sul territorio italiano è relativa al sud e isole; l'altitudine per questa pianta va fino a 1200 m s.l.m..

(sinonimo = M. melissophyllum L. subsp. albida (Guss.) P.W.Ball)
- Melittis caroliniana (Walter) Spreng. (1825)
- Melittis carpatica Klokov (sinonimo = M. melissophyllum L. subsp. carpatica (Klokov) P.W.Ball)
  - var. sarmatica (Klokov) Soó (1972)
  - var. subcordata (Klokov) Soó (1972)
- Melittis graeca Klokov (1957) (sinonimo = M. melissophyllum L. subsp. albida (Guss.) P.W.Ball)
- Melittis grandiflora Sm. (1799) (sinonimo = M. melissophyllum L. subsp. melissophyllum)
- Melittis grandiflora sensu Klokov, non Sm. (sinonimo = M. melissophyllum L. subsp. carpatica (Klokov) P.W.Ball)
- Melittis hispanica Klokov (1957) (sinonimo = M. melissophyllum L. subsp. melissophyllum)
- Melittis japonica Thunb. (1794)
- Melittis kerneriana Klokov (1957) (sinonimo = M. melissophyllum L. subsp. melissophyllum)
- Melittis melissifolium Gilib. (1782)
- Melittis melissophyllum Thunb. (1784)
- Melittis melissophyllum L. - Erba limona comune : è una pianta con peli setolosi patenti, foglie lunghe 5 – 7 cm con al massimo 20 denti per lato e il colore della corolla variabile dal rosso al bianco. L'altezza varia da 30 a 50 cm; il tipo corologico è Centro Europeo; l'habitat tipico sono i boschi di latifoglie (castagneti, faggete e querceti); la diffusione sul territorio italiano è soprattutto al nord e centro; l'altitudine per questa pianta va fino a 1400 m s.l.m..
  - subsp. melissophyllum (sinonimi = M. hispanica Klokov; = M. kernerana Klokov; = M. grandiflora Sm.)
  - subsp. albida (Guss.) P.W.Ball (1971) (sinonimi = M. graeca Klokov; = M. albida Guss.)
  - subsp. carpatica (Klokov) P.W.Ball (1971) (sinonimi = M. subcordata Klokov; = M. sarmatica Klokov; = M. carpatica Klokov; = M. grandiflora sensu Klokov, non Sm.)
  - subsp. sarmatica (Klok.) V.N.Gladkova (1978)
- Melittis sarmatica Klokov (1957) (sinonimo = M. melissophyllum L. subsp. carpatica (Klokov) P.W.Ball)
- Melittis speciosa Hort. (1895)
- Melittis subcordata Klokov (1957) (sinonimo = M. melissophyllum L. subsp. carpatica (Klokov) P.W.Ball)

## Etimologia
Il nome di questo genere (melittis) deriva da una radice greca (melitta oppure melissa) e significa “ape”, facendo riferimento alle proprietà mellifere di questa pianta.

Il nome scientifico attualmente accettato (Melittis) è stato proposto da Carl von Linné (Rashult, 23 maggio 1707 –Uppsala, 10 gennaio 1778), biologo e scrittore svedese, considerato il padre della moderna classificazione scientifica degli organismi viventi, nella pubblicazione Species Plantarum del 1753.

## Descrizione

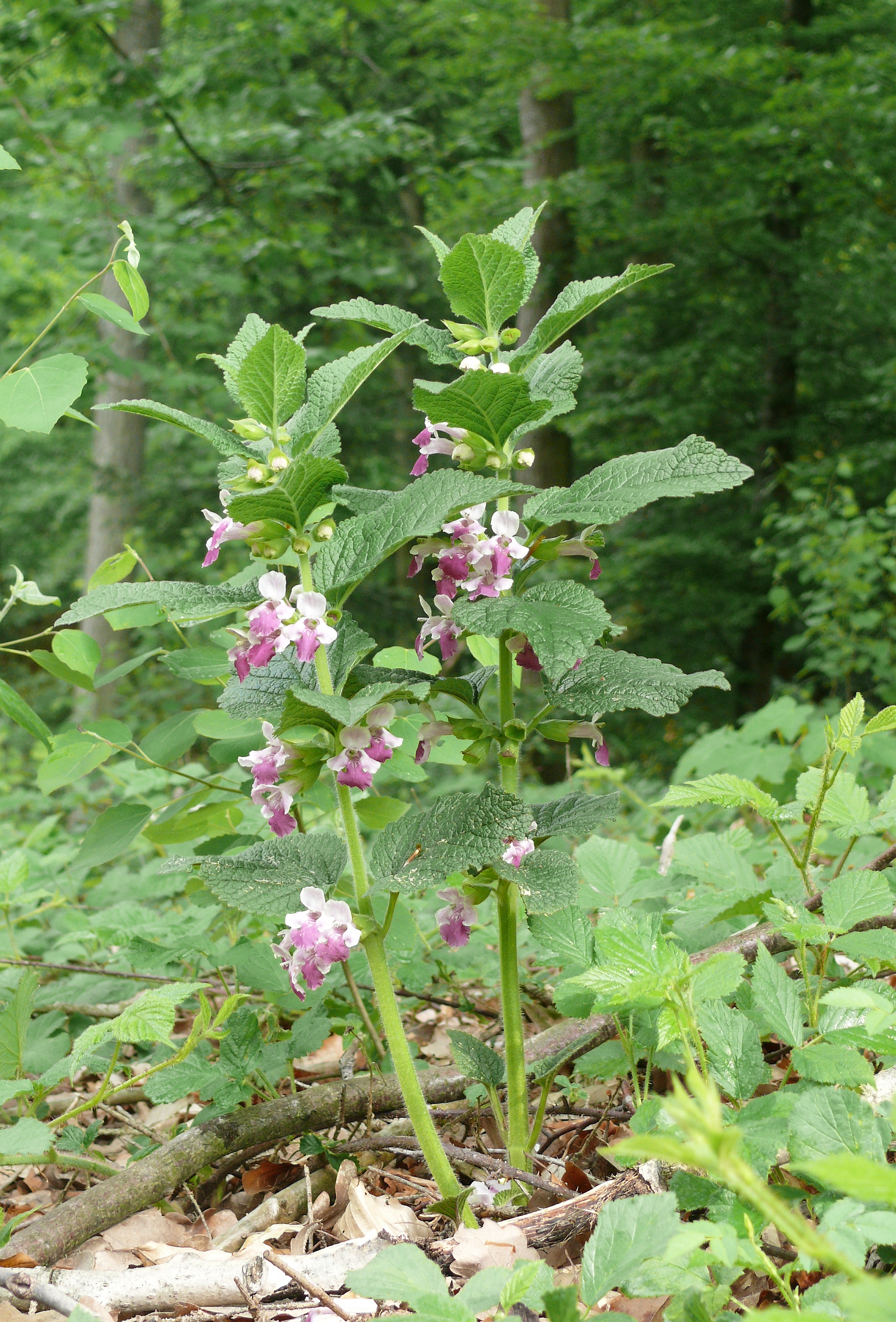
Il portamento (Melittis melissophyllum)

I dati morfologici si riferiscono soprattutto alle specie europee.

L'altezza di queste piante varia da pochi decimetri fino a quasi un metro. La forma biologica prevalente è emicriptofita scaposa (H scap), ossia sono piante erbacee, perenni con gemme svernanti al livello del suolo e protette dalla lettiera o dalla neve, con un asse fiorale più o meno eretto e con poche foglie.

### Radici
Le radici sono secondarie da rizoma.

### Fusto
- Parte ipogea: la parte sotterranea consiste in brevi rizomi.
- Parte epigea: la parte aerea del fusto è eretta e a sezione tetragona; è poco ramosa quasi semplice. Può essere più o meno pelosa anche con peli ghiandolari.

### Foglie

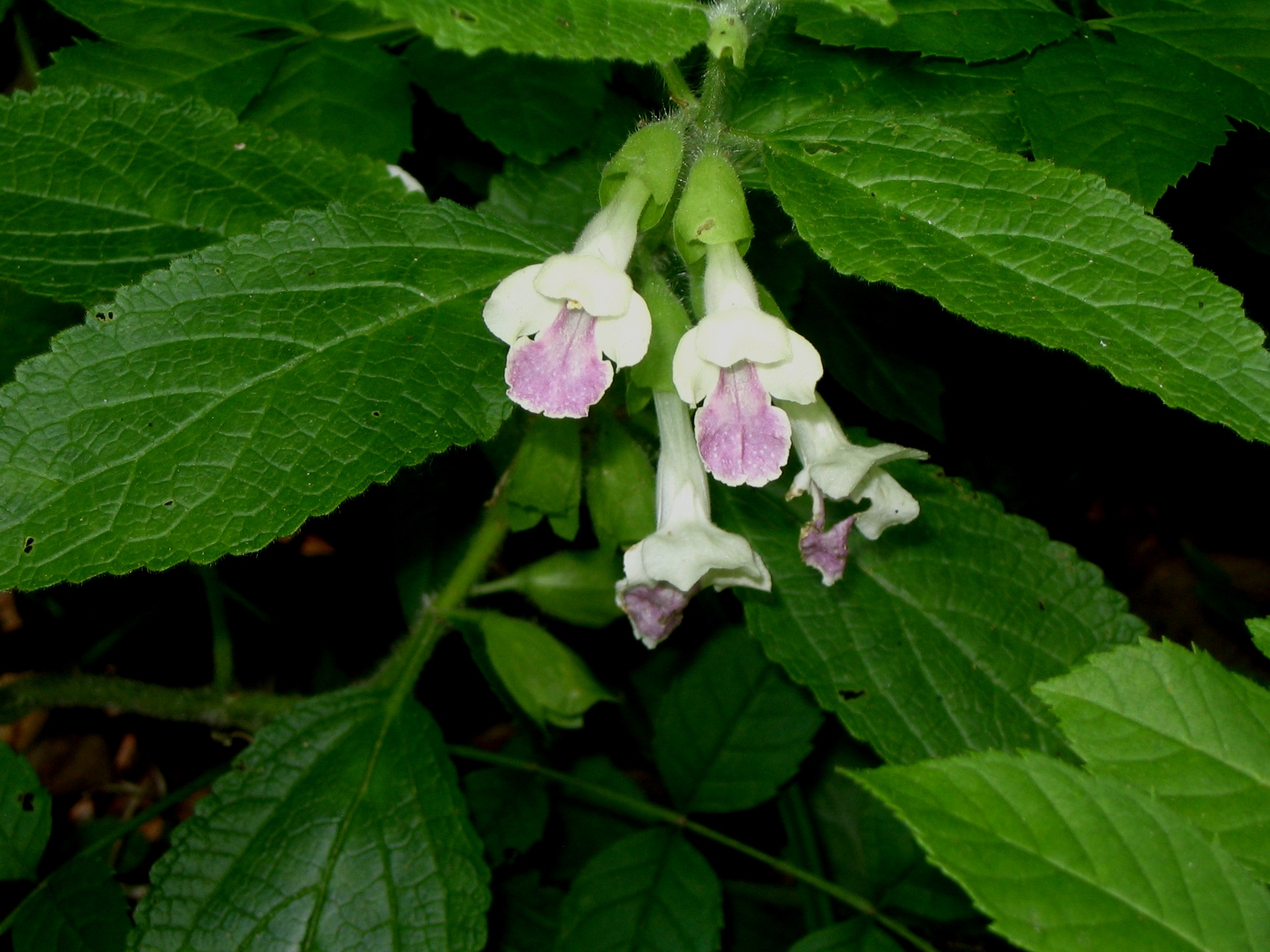
Le foglie (Melittis melissophyllum)

Le foglie lungo il fusto sono disposte in modo opposto a due a due e sono perlopiù sub-sessili. La lamina è pubescente, al centro è crenata,  mentre i bordi sono dentati. La forma è generalmente ovale più o meno allungata; le foglie superiori sono progressivamente più piccole. La nervatura è pennatosetta. 

### Infiorescenza
L'infiorescenza è composta da grandi fiori peduncolati rosei o bianchi o gradazioni intermedie disposti in verticilli all'ascella delle foglie superiori. La disposizione dei fiori è unilaterale (tutti i fiori “guardano” da una stessa parte). I fiori sono inoltre disposti a copie e alla base di ogni copia sono presenti delle foglie fiorali o brattee.

### Fiore

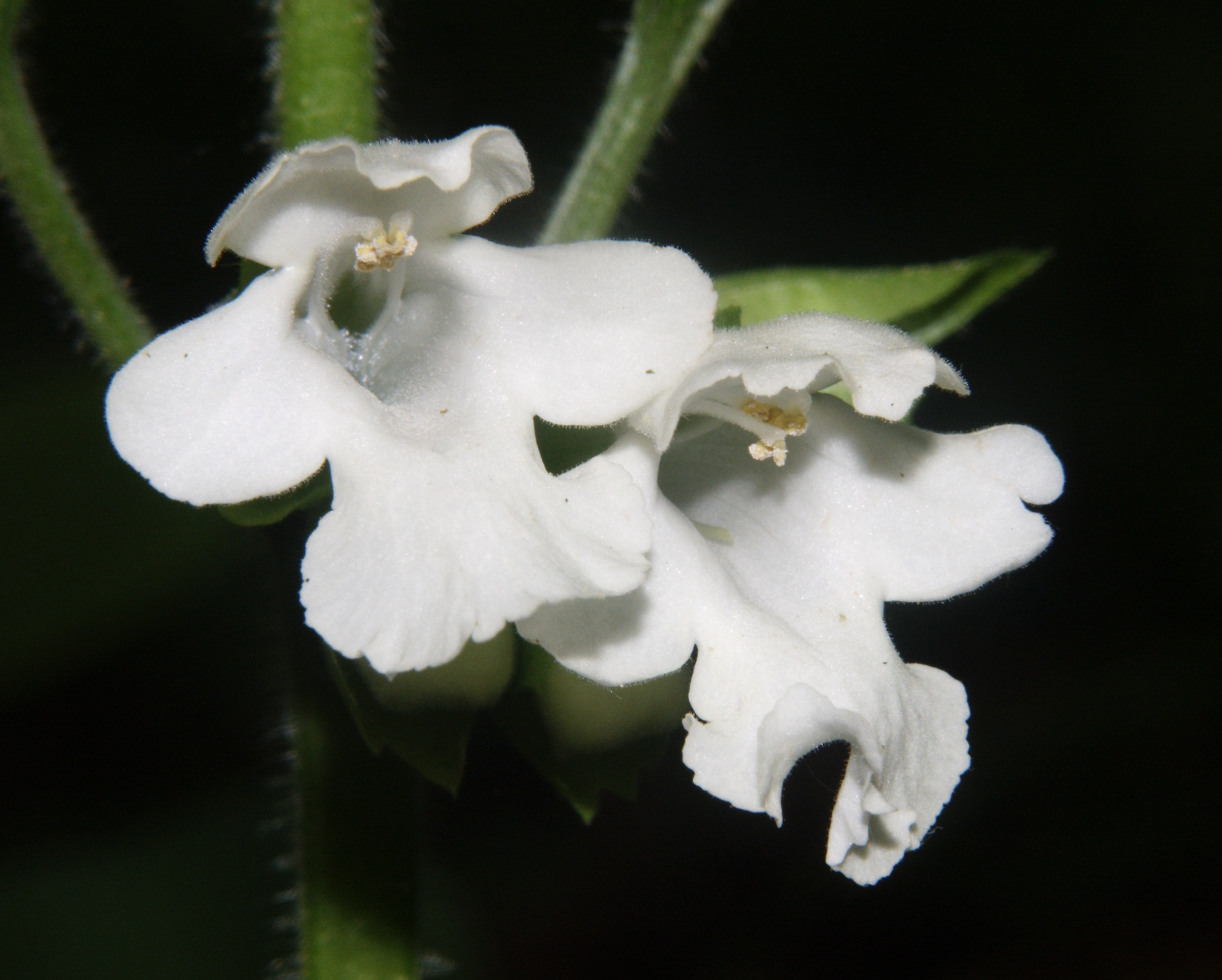
I fiori (Melittis melissophyllum)

I fiori sono ermafroditi, zigomorfi, tetraciclici (con i quattro verticilli fondamentali delle Angiosperme: calice– corolla – androceo – gineceo) e pentameri (calice e corolla formati da cinque elementi).
- Formula fiorale:

K (5), C (5), A 2+2, G (2)
- Calice: i cinque sepali del calice sono concresciuti (gamosepalo) a forma tubolare con due labbra. Le labbra possono essere intere come lobate.
- Corolla: i cinque petali sono completamente fusi (gamopetalo) in un'unica corolla pubescente formata da due labbra molto sviluppate; quello superiore è formato da due petali a bordo generalmente intero; quello inferiore è formato da tre petali ed è trilobato. La corolla nella parte interna è provvista di abbondante nettare.
- Androceo: gli stami sono quattro (didinami) tutti fertili, a due a due ravvicinati e aderenti al labbro superiore della corolla; i filamenti paralleli tra di loro sono provvisti di due denti apicali e le antere sono disposte a croce. Le antere inoltre sporgono dal tubo corollino.
- Gineceo: l'ovario è supero composto da quattro parti, derivate da due carpelli, con logge a forma ovata; lo stilo è semplice ed è inserito alla base dell'ovario (stilo “ginobasico”); lo stimma è bifido.
- Impollinazione: l'impollinazione è entomogama.

### Frutti
Il frutto è formato da quattro acheni liberi di forma globulare e superficie pubescente. È contenuto nel calice persistente.